# Сяксъярви (озеро, Муезерский район)
Сяксъярви — пресноводное озеро на территории Лендерского сельского поселения Муезерского района Республики Карелии.

## Общие сведения
Площадь озера — 1,4 км². Располагается на высоте 192,2 метров над уровнем моря.
Форма озера продолговатая: оно более чем на полтора километра вытянуто с северо-запада на юго-восток. Берега несильно изрезанные, каменисто-песчаные, местами заболоченные.
Из залива на южной стороне озера вытекает безымянный водоток, впадающий с левого берега в реку Суну.
К югу от Сяксъярви проходит дорога местного значения 86К-169 («Муезерский — Гимолы — Поросозеро», км 92 — Лендеры"), а также ветка железной дороги Брусничная — Лендеры.
Населённые пункты вблизи водоёма отсутствуют.
Код объекта в государственном водном реестре — 01040100211102000017531.

## Панорама

Панорама